# Orfelia saeva
Orfelia saeva är en tvåvingeart som beskrevs av Ignac Sivec och Eberhard Plassmann 1982. Orfelia saeva ingår i släktet Orfelia och familjen platthornsmyggor.
Artens utbredningsområde är Sri Lanka. Inga underarter finns listade i Catalogue of Life.